# Празеодимтрисвинец
Празеодимтрисвинец — бинарное неорганическое соединение, интерметаллид празеодима и свинца состава Pb3Pr.

## Получение
- Сплавление стехиометрических количеств чистых веществ:

{\displaystyle {\mathsf {Pr+3Pb\ {\xrightarrow {1120^{o}C}}\ Pb_{3}Pr}}}

## Физические свойства
Празеодимтрисвинец образует кристаллы кубической сингонии, пространственная группа P m3m, параметры ячейки a = 0,4867 нм, Z = 1, структура типа тримедьзолота AuCu3.
Соединение конгруэнтно плавится при температуре 1120 °C.
При температуре ниже 5 мК в соединении происходит антиферромагнитное упорядочение.
В соединении проявляется магнетокалорический эффект.